# Will Clyburn
William Dalen „Will“ Clyburn (* 17. Mai 1990 in Detroit, Michigan) ist ein US-amerikanischer Basketballspieler. Clyburn wurde nach seinem Studium in seinem Heimatland 2013 Profi in Europa, wo er anfangs für zwei Jahre in der Basketball-Bundesliga für den deutschen Erstligisten Ratiopharm Ulm spielte. Später stand er bei europäischen Spitzenmannschaften wie ZSKA Moskau und Anadolu Efes SK unter Vertrag. Mit Moskau gewann er 2019 die Euroleague.

## Karriere
Clyburn ging nach dem Schulabschluss in seiner Heimatstadt zum Studium an das Community College in Marshalltown in Iowa, wo er für die Hochschulmannschaft Tigers in der „National Junior Collegiate Athletic Association“ (NJCAA) spielte. Nach zwei Jahren wechselte er zum weiterführenden Studium an die University of Utah, wo er für die Hochschulmannschaft Utes damals noch in der Mountain West Conference (MWC) der NCAA spielte. Nach einer Saison, in der die Utes mit negativer Saisonbilanz keine Qualifikation für ein Postseason-Turnier erreichten, entschloss sich Clyburn als bester Korbschütze und bester Rebounder seiner Mannschaft für einen Hochschulwechsel, obwohl er nach den Bestimmungen der NCAA wegen des Wechsels ein Jahr von Meisterschaftsspielen pausieren musste. Er kehrte nach Iowa zurück, wo er an der Iowa State University für die Hochschulmannschaft Cyclones in der Big 12 Conference spielte. In der landesweiten NCAA-Endrunde schieden die Cyclones in der zweiten Runde gegen die favorisierten Buckeyes der Ohio State University knapp mit drei Punkten Unterschied aus. Clyburn wurde in seiner letzten NCAA-Spielzeit als „Neuling des Jahres“ der Big 12 und unter die zehn besten Spieler der Big 12-Spielzeit in das „All-Big 12 Second Team“ gewählt.
Im NBA-Draftverfahren 2013 der nordamerikanischen Liga NBA wurde Clyburn nicht ausgewählt. Er durfte aber in der NBA Summer League für die Sacramento Kings spielen und unterschrieb, nachdem er dort für die Saison keinen Vertrag bekam, beim deutschen Erstligisten Ratiopharm Ulm seinen ersten Profivertrag. Mit dieser Mannschaft erreichte er 2014 im europäischen Vereinswettbewerb Eurocup das Achtelfinale, das gegen Hapoel Jerusalem verloren ging. Im BBL-Pokal 2014 in eigener Halle bezwang man im Halbfinale den Bundesliga-Hauptrundenersten Bayern München, verlor aber dann in einer Neuauflage des Vorjahresfinales gegen Titelverteidiger Alba Berlin, der den Hauptrundensechsten Ulm auch in der ersten Runde der Meisterschafts-Play-offs der Basketball-Bundesliga aus dem Rennen um den Titel warf.
Zur NBA Summer League wurde Clyburn 2014 erneut eingeladen, wo er für die Los Angeles Clippers spielte. Auch aus diesem Engagement ergab sich kein Vertrag für die Saison und so spielte er auch in der Bundesliga-Saison 2014/15 weiter für Ulm. Anfang Januar 2015 wurde er als All-Star in die Anfangsaufstellung des Bundesliga-All-Star Game gewählt. Vor „heimischem“ Publikum in der Ratiopharm Arena trug Clyburn im Rahmenprogramm dieser Veranstaltung beim Dunking-Wettbewerb nach einem zweiten Platz im Vorjahr diesmal den Sieg in diesem Wettbewerb davon. Nachdem die Ulmer im europäischen Wettbewerb EuroChallenge bereits sehr frühzeitig ausgeschieden waren, reichte es im Spieljahr 2014/15 in der deutschen Meisterschaft zum Einzug in das Halbfinale, in dem man gegen den Hauptrundenersten und späteren Titelgewinner Brose Baskets sieglos blieb.
Zur folgenden Saison 2015/16 wechselte Clyburn in die israelische Ligat ha’Al zu Hapoel Holon. Der Vorjahres-Hauptrundendritte erreichte am Saisonende jedoch nur den zehnten und drittletzten Tabellenplatz. Clyburn selbst erzielte jedoch mit über 20 Punkten pro Spiel den Bestwert aller Spieler der israelischen Liga und wurde in das „Second Team“ der zehn besten Spieler der Saison berufen. Damit empfahl er sich für den türkischen Klub Darüşşafaka Doğuş in Istanbul, der auch eine Wildcard für die Euroleague-Saison 2016/17 besitzt, und bei dem Clyburn unter anderem seinen früheren Bundesliga-Gegenspieler Reggie Redding verdrängte, der in die deutsche Liga zurückkehrte. Nach nur einer Saison wechselte er zu ZSKA Moskau. Beim russischen Hauptstadtverein blieb Clyburn bis 2022. Er gewann mit Moskau 2019 die Euroleague und wurde als bester Spieler des Schlussturniers ausgezeichnet. Weitere Titel seiner Vertragszeit bei ZSKA waren der Sieg in der VTB United League 2018, 2019 und 2021 sowie in denselben Jahren jeweils die russische Meisterschaft.
Clyburn spielte von 2022 bis 2024 bei Anadolu Efes Istanbul. Im Juli 2024 gab Virtus Bologna die Verpflichtung des US-Amerikaners bekannt. Er wurde mit der Mannschaft in der Saison 2024/25 italienischer Meister. Zur Saison 2025/26 wechselte Clyburn zum FC Barcelona.